# Стіг Інге Бйорнебю
Стіг Інге Б'єрнебю (норв. Stig Inge Bjørnebye, нар. 11 грудня 1969, Ельверум) — норвезький футболіст, що грав на позиції захисника. По завершенні ігрової кар'єри — тренер.
Виступав, зокрема, за клуб «Ліверпуль», а також національну збірну Норвегії. Учасник двох чемпіонатів світу та розіграшу Кубку Європи. В даний час є спортивним директором норвезького клубу «Русенборг».

## Клубна кар'єра
Хоча батько Бйорнебю, Йо Інге, був відомим лижником і брав участь у стрибках з трампліну на Зимових Олімпійських іграх 1972 року, Стіг Інге почав серйозно займатися саме футболом, а не лижами. Він починав кар'єру в клубі «Ельверум» зі свого рідного міста, а пізніше приєднався до «Стреммена» і потім «Конгсвінгер». В останній з цих команд він став твердим гравцем основного складу і допоміг їй витий в елітний дивізіон Норвегії, де дебютував у 1991 році.
На початку 1992 року Бйорнебю перейшов в «Русенборг». За один сезон з цим клубом він став чемпіоном країни і володарем кубку, причому вирішальний гол у фіналі у ворота «Ліллестрема» забив саме Бйорнебю.
Його впевнена гра за клуб привернула до себе увагу Грема Сунесса, який тоді був головним тренером «Ліверпуля», куди футболіст перейшов за 600 тис. фунтів, і повинен був змінити Девіда Берроуза на позиції лівого захисника. 19 грудня 1992 року він дебютував у складі «червоних» у матчі проти «Ковентрі Сіті», в якому його новий клуб був розгромлений з рахунком 5:1.
Труднощі з адаптацією норвежця до виступів у Прем'єр-лізі змусили керівництво команди відправити гравця в оренду назад в «Русенборг», де провів першу половину 1994 року, але в сезоні 1994/95 Бйорнебю знову виступав в «Ліверпулі» і зміг пробитися в перший склад команди, яку до того часу вже очолював Рой Еванс. Він витіснив з основи Джуліана Дикса і взяв участь у фіналі Кубка ліги, яким «червоні» були сильніше «Болтона» (2:1). Однак незабаром Стіг Інге отримав травму в матчі проти «Саутгемптона» і надовго вибув з ладу. Його місце в команді в цей час зайняв Стів Гаркнесс.
Протягом декількох місяців Бйорнебю оправлялся від травми і в сезоні 1995/96 взяв участь лише в двох матчах команди. Але травми інших претендентів на позицію лівого фулбека дозволили йому повернутися в склад у наступному сезоні, в якому він серйозно допоміг клубу, який до останнього, нехай, як виявилося в підсумку, і безуспішно боровся за свій перший чемпіонський титул з 1990 року. На цей же час припадає і перший забитий ним м'яч за клуб — гол був забитий у ворота «Мідлсбро». Він регулярно відзначався чудовими передачами на двох форвардів команди — Роббі Фаулера і Стена Коллімора, і за підсумками сезону разом з партнерами по «Ліверпулю» Стівом Макманаманом і Марком Райтом був включений до складу команди року.
Поява в команді Стіва Стонтона і прихід на тренерський пост Жерара Ульє привели до того, що Бйорнебю став все рідше потрапляти в основний склад, однак він не хотів йти. Тільки зрозумівши, що йому не вдасться потіснити Стонтона і Домініка Маттео, 2000 року Стіг Інге погодився відправитися в оренду у данський «Брондбю».
Після повернення з чемпіонату Європи 2000 року Бйорнебю вирішив остаточно піти з «Ліверпуля», за 300 тисяч фунтів перейшовши в «Блекберн Роверз», де він возз'єднався з Гремом Сунессом. В перший же сезон він допоміг команді повернутися в Прем'єр-лігу, забивши по ходу кампанії свій єдиний гол за цей клуб. У 2002 році він виграв свій останній трофей, здолавши з «Блекберном» «Тоттенхем Готспур» у фіналі Кубка англійської ліги. Однак низка травм, у тому числі серйозне пошкодження ока, отримана ним на тренуванні, і травма ступні, що ледь не призвела до ампутації, змусили Бйорнебю закінчити кар'єру завчасно.

## Виступи за збірні
1986 року дебютував у складі юнацької збірної Норвегії, взяв участь у 6 іграх на юнацькому рівні, відзначившись одним забитим голом.
Протягом 1989—1991 років залучався до складу молодіжної збірної Норвегії. На молодіжному рівні зіграв у 12 офіційних матчах. 1989 року провів один матч у складі олімпійської збірної Норвегії.
31 травня 1989 року дебютував в офіційних іграх у складі національної збірної Норвегії у матчі проти Австрії (4:1). 8 вересня 1993 року забив свій перший і єдиний гол за збірну у ворота США (1:0). Згодом у складі збірної був учасником чемпіонату світу 1994 року у США та чемпіонату світу 1998 року у Франції, зігравши на них сім матчів.
Після чемпіонату світу 1998 року він вирішив завершити міжнародну кар'єру, але несподівано повернувся до неї на запрошення Нільса Юхана Семба, щоб взяти участь у чемпіонаті Європи 2000 року у Бельгії та Нідерландах. Він не грав у першому матчі команди на цьому турнірі (проти Іспанії), але в наступній грі (проти Югославії) на 35-й хвилині вийшов на заміну своєму партнерові по «Ліверпулю» Вегарду Геггему. Він також зіграв в останньому матчі норвежців на турнірі, який збірна провела проти Словенії.
Останньою грою Бйорнебю за збірну став поєдинок проти Уельсу в рамках відбіркового турніру до чемпіонату світу 2002 року. Всього протягом кар'єри у національній команді, яка тривала 12 років, провів у формі головної команди країни 75 матчів, забивши 1 гол.

## Кар'єра тренера
Після завершення кар'єри футболіста Бйорнебю став асистентом головного тренера збірної Норвегії. У 2006 році він покинув цей пост, щоб очолити «Старт» (Крістіансанн). Незважаючи на успішний початок кар'єри клубного тренера (його навіть назвали «Найбільш перспективним тренером Норвегії» в 2006 році), у вересні 2007 року Стіг Інге був звільнений, коли «Старт» після серії поганих результатів опинився перед перспективою вильоту з Тіппеліги. Бйорнебю змінив шведський фахівець Бенні Леннартссон, але врятувати клуб від вильоту новий тренер не зумів.
З 15 березня 2015 року, є новим спортивним директором норвезького «Русенборга», замість Еріка Хофтуна. Як спортивний директор «Русенборга» він має багато обов'язків, серед багатьох інших підписання нових гравців та поновлення контрактів з існуючими гравцями. Найбільш помітне підписання відбулося 6 березня 2017 року, коли Ніклас Бендтнер підписав на 3-річний контракт з норвезькою командою. Це стало найбільш помітним підписанням в історії норвезького футболу.

## Особисте життя
Б'єрнебю одружений з гандболісткою Геге Фресет, з якою мають троє дітей.

## Статистика виступів

### Статистика клубних виступів
| Сезон                       | Клуб                        | Чемпіонат                   | Чемпіонат | Чемпіонат | Національний кубок | Національний кубок | Національний кубок | Континентальні кубки | Континентальні кубки | Континентальні кубки | Суперкубки | Суперкубки | Суперкубки | Усього | Усього |
| Сезон                       | Клуб                        | Ліга                        | Ігор      | Голів     | Ліга               | Ігор               | Голів              | Ліга                 | Ігор                 | Голів                | Ліга       | Ігор       | Голів      | Ігор   | Голів  |
| --------------------------- | --------------------------- | --------------------------- | --------- | --------- | ------------------ | ------------------ | ------------------ | -------------------- | -------------------- | -------------------- | ---------- | ---------- | ---------- | ------ | ------ |
| 1989                        | «Конгсвінгер»               | 1Д (ІІ)                     | 21        | 2         | КН                 | ?                  | ?                  | -                    | -                    | -                    | -          | -          | -          | ?      | ?      |
| 1990                        | «Конгсвінгер»               | 1Д (ІІ)                     | 20        | 0         | КН                 | 4                  | 1                  | -                    | -                    | -                    | -          | -          | -          | 24     | 1      |
| 1991                        | «Конгсвінгер»               | ЕС                          | 21        | 1         | КН                 | 4                  | 1                  | -                    | -                    | -                    | -          | -          | -          | 25     | 2      |
| Усього за «Конгсвінгер»     | Усього за «Конгсвінгер»     | Усього за «Конгсвінгер»     | 62        | 3         |                    | ?                  | ?                  |                      | -                    | -                    |            | -          | -          | ?      | ?      |
| 1992                        | «Русенборг»                 | ЕС                          | 21        | 3         | КН                 | 7                  | 1                  | КУЄФА                | 2                    | 0                    | -          | -          | -          | 30     | 4      |
| 1992–93                     | «Ліверпуль»                 | ПЛ                          | 11        | 0         | КА+КЛ              | ?                  | ?                  | КВК                  | ?                    | ?                    | -          | -          | -          | ?      | ?      |
| 1993–94                     | «Ліверпуль»                 | ПЛ                          | 9         | 0         | КА+КЛ              | ?                  | ?                  | -                    | -                    | -                    | -          | -          | -          | ?      | ?      |
| 1994                        | «Русенборг»                 | ЕС                          | 8         | 0         | КН                 | 2                  | 0                  | -                    | -                    | -                    | -          | -          | -          | 10     | 0      |
| Усього за «Русенборг»       | Усього за «Русенборг»       | Усього за «Русенборг»       | 29        | 3         |                    | 9                  | 1                  |                      | 2                    | 0                    |            | -          | -          | 40     | 4      |
| 1994–95                     | «Ліверпуль»                 | ПЛ                          | 31        | 0         | КА+КЛ              | ?                  | ?                  | -                    | -                    | -                    | -          | -          | -          | ?      | ?      |
| 1995–96                     | «Ліверпуль»                 | ПЛ                          | 2         | 0         | КА+КЛ              | ?                  | ?                  | КУЄФА                | ?                    | ?                    | -          | -          | -          | ?      | ?      |
| 1996–97                     | «Ліверпуль»                 | ПЛ                          | 38        | 2         | КА+КЛ              | ?                  | ?                  | КВК                  | ?                    | ?                    | -          | -          | -          | ?      | ?      |
| 1997–98                     | «Ліверпуль»                 | ПЛ                          | 25        | 0         | КА+КЛ              | ?                  | ?                  | КУЄФА                | ?                    | ?                    | -          | -          | -          | ?      | ?      |
| 1998–99                     | «Ліверпуль»                 | ПЛ                          | 23        | 0         | КА+КЛ              | ?                  | ?                  | КУЄФА                | ?                    | ?                    | -          | -          | -          | ?      | ?      |
| 1999–00                     | «Ліверпуль»                 | ПЛ                          | 0         | 0         | КА+КЛ              | ?                  | ?                  | -                    | -                    | -                    | -          | -          | -          | ?      | ?      |
| Усього за «Ліверпуль»       | Усього за «Ліверпуль»       | Усього за «Ліверпуль»       | 139       | 2         |                    | ?                  | ?                  |                      | ?                    | ?                    |            | -          | -          | ?      | ?      |
| 1999–00                     | «Брондбю»                   | СЛ                          | 13        | 2         | КД                 | ?                  | ?                  | -                    | -                    | -                    | -          | -          | -          | ?      | ?      |
| 2000–01                     | «Блекберн Роверз»           | 1Д (ІІ)                     | 33        | 1         | КА+КЛ              | ?                  | ?                  | -                    | -                    | -                    | -          | -          | -          | ?      | ?      |
| 2001–02                     | «Блекберн Роверз»           | ПЛ                          | 23        | 0         | КА+КЛ              | ?                  | ?                  | -                    | -                    | -                    | -          | -          | -          | ?      | ?      |
| 2002–03                     | «Блекберн Роверз»           | ПЛ                          | 0         | 0         | КА+КЛ              | ?                  | ?                  | КУЄФА                | ?                    | ?                    | -          | -          | -          | ?      | ?      |
| Усього за «Блекберн Роверз» | Усього за «Блекберн Роверз» | Усього за «Блекберн Роверз» | 56        | 1         |                    | ?                  | ?                  |                      | ?                    | ?                    |            | -          | -          | ?      | ?      |
| Усього                      | Усього                      | Усього                      | ?         | ?         |                    | ?                  | ?                  |                      | ?                    | ?                    |            | -          | -          | ?      | ?      |

### Статистика виступів за збірну
| Дата       | Місто                       | Господарі          | Результат | Гості             | Турнір               | Голи | Примітки |
| ---------- | --------------------------- | ------------------ | --------- | ----------------- | -------------------- | ---- | -------- |
| 31/05/1989 | Осло                        | Норвегія           | 4 – 1     | Австрія           | товариський матч     | -    |          |
| 23/08/1989 | Осло                        | Норвегія           | 0 – 0     | Греція            | товариський матч     | -    |          |
| 05/09/1989 | Осло                        | Норвегія           | 1 – 1     | Франція           | Відбір до ЧС 1990    | -    |          |
| 11/10/1989 | Сараєво                     | Югославія          | 1 – 0     | Норвегія          | Відбір до ЧС 1990    | -    |          |
| 25/10/1989 | Ель-Кувейт                  | Кувейт             | 2 – 2     | Норвегія          | товариський матч     | -    |          |
| 15/11/1989 | Глазго                      | Шотландія          | 1 – 1     | Норвегія          | Відбір до ЧС 1990    | -    |          |
| 07/02/1990 | Валлетта                    | Мальта             | 1 – 1     | Норвегія          | товариський матч     | -    |          |
| 22/08/1990 | Ставангер                   | Норвегія           | 1 – 2     | Швеція            | товариський матч     | -    |          |
| 31/10/1990 | Осло                        | Норвегія           | 6 – 1     | Камерун           | товариський матч     | -    |          |
| 07/11/1990 | Туніс (місто)               | Туніс              | 1 – 3     | Норвегія          | товариський матч     | -    |          |
| 17/04/1991 | Відень                      | Австрія            | 0 – 0     | Норвегія          | товариський матч     | -    |          |
| 01/05/1991 | Осло                        | Норвегія           | 3 – 0     | Кіпр              | Відбір до ЧЄ 1992    | -    |          |
| 30/10/1991 | Сомбатгей                   | Угорщина           | 0 – 0     | Норвегія          | Відбір до ЧЄ 1992    | -    |          |
| 07/01/1992 | Каїр                        | Єгипет             | 0 – 0     | Норвегія          | товариський матч     | -    |          |
| 04/02/1992 | Гамільтон                   | Бермудські Острови | 3 – 1     | Норвегія          | товариський матч     | -    |          |
| 29/04/1992 | Орхус                       | Данія              | 1 – 0     | Норвегія          | товариський матч     | -    |          |
| 13/05/1992 | Осло                        | Норвегія           | 2 – 0     | Фарерські острови | товариський матч     | -    |          |
| 03/06/1992 | Осло                        | Норвегія           | 0 – 0     | Шотландія         | товариський матч     | -    |          |
| 26/08/1992 | Осло                        | Норвегія           | 2 – 2     | Швеція            | товариський матч     | -    |          |
| 23/09/1992 | Осло                        | Норвегія           | 2 – 1     | Нідерланди        | Відбір до ЧС 1994    | -    |          |
| 07/10/1992 | Серравалле                  | Сан-Марино         | 0 – 2     | Норвегія          | Відбір до ЧС 1994    | -    |          |
| 14/10/1992 | Лондон                      | Англія             | 1 – 1     | Норвегія          | Відбір до ЧС 1994    | -    |          |
| 02/12/1992 | Гуанчжоу                    | КНР                | 2 – 1     | Норвегія          | товариський матч     | -    |          |
| 30/03/1993 | Доха                        | Катар              | 1 – 6     | Норвегія          | товариський матч     | -    |          |
| 28/04/1993 | Осло                        | Норвегія           | 3 – 1     | Туреччина         | Відбір до ЧС 1994    | -    |          |
| 02/06/1993 | Осло                        | Норвегія           | 2 – 0     | Англія            | Відбір до ЧС 1994    | -    |          |
| 09/06/1993 | Роттердам                   | Нідерланди         | 0 – 0     | Норвегія          | Відбір до ЧС 1994    | -    |          |
| 08/09/1993 | Осло                        | Норвегія           | 1 – 0     | США               | товариський матч     | 1    |          |
| 22/09/1993 | Осло                        | Норвегія           | 1 – 0     | Польща            | Відбір до ЧС 1994    | -    |          |
| 13/10/1993 | Познань                     | Польща             | 0 – 3     | Норвегія          | Відбір до ЧС 1994    | -    |          |
| 10/11/1993 | Стамбул                     | Туреччина          | 2 – 1     | Норвегія          | Відбір до ЧС 1994    | -    |          |
| 09/03/1994 | Кардіфф                     | Уельс              | 1 – 3     | Норвегія          | товариський матч     | -    |          |
| 20/04/1994 | Осло                        | Норвегія           | 0 – 0     | Португалія        | товариський матч     | -    |          |
| 05/06/1994 | Стокгольм                   | Швеція             | 2 – 0     | Норвегія          | товариський матч     | -    |          |
| 19/06/1994 | Вашингтон                   | Норвегія           | 1 – 0     | Мексика           | ЧС 1994 - 1-й етап   | -    |          |
| 23/06/1994 | Нью-Йорк                    | Норвегія           | 0 – 1     | Італія            | ЧС 1994 - 1-й етап   | -    |          |
| 28/06/1994 | Нью-Йорк                    | Норвегія           | 0 – 0     | Ірландія          | ЧС 1994 - 1-й етап   | -    |          |
| 07/09/1994 | Осло                        | Норвегія           | 1 – 0     | Білорусь          | Відбір до ЧЄ 1996    | -    |          |
| 12/09/1994 | Осло                        | Норвегія           | 1 – 1     | Нідерланди        | Відбір до ЧЄ 1996    | -    |          |
| 16/11/1994 | Мінськ                      | Білорусь           | 0 – 4     | Норвегія          | Відбір до ЧЄ 1996    | -    |          |
| 14/12/1994 | Валлетта                    | Мальта             | 0 – 1     | Норвегія          | Відбір до ЧЄ 1996    | -    |          |
| 29/03/1995 | Люксембург                  | Люксембург         | 0 – 2     | Норвегія          | Відбір до ЧЄ 1996    | -    |          |
| 11/10/1995 | Осло                        | Норвегія           | 0 – 0     | Англія            | товариський матч     | -    |          |
| 15/11/1995 | Роттердам                   | Нідерланди         | 3 – 0     | Норвегія          | Відбір до ЧЄ 1996    | -    |          |
| 07/02/1996 | Лас-Пальмас-де-Гран-Канарія | Іспанія            | 1 – 0     | Норвегія          | товариський матч     | -    |          |
| 27/03/1996 | Белфаст                     | Північна Ірландія  | 0 – 2     | Норвегія          | товариський матч     | -    |          |
| 24/04/1996 | Осло                        | Норвегія           | 0 – 0     | Іспанія           | товариський матч     | -    |          |
| 02/06/1996 | Осло                        | Норвегія           | 5 – 0     | Азербайджан       | Відбір до ЧС 1998    | -    |          |
| 01/09/1996 | Осло                        | Норвегія           | 1 – 0     | Грузія            | товариський матч     | -    |          |
| 09/10/1996 | Осло                        | Норвегія           | 3 – 0     | Угорщина          | Відбір до ЧС 1998    | -    |          |
| 29/03/1997 | Дубай (місто)               | ОАЕ                | 1 – 4     | Норвегія          | товариський матч     | -    |          |
| 30/04/1997 | Осло                        | Норвегія           | 1 – 1     | Фінляндія         | Відбір до ЧС 1998    | -    |          |
| 08/06/1997 | Будапешт                    | Угорщина           | 1 – 1     | Норвегія          | Відбір до ЧС 1998    | -    |          |
| 20/07/1997 | Рейк'явік                   | Ісландія           | 0 – 1     | Норвегія          | товариський матч     | -    |          |
| 20/08/1997 | Гельсінкі                   | Фінляндія          | 0 – 4     | Норвегія          | Відбір до ЧС 1998    | -    |          |
| 06/09/1997 | Осло                        | Норвегія           | 1 – 0     | Азербайджан       | Відбір до ЧС 1998    | -    |          |
| 10/09/1997 | Осло                        | Норвегія           | 5 – 0     | Швейцарія         | Відбір до ЧС 1998    | -    |          |
| 08/10/1997 | Осло                        | Норвегія           | 0 – 0     | Колумбія          | товариський матч     | -    |          |
| 25/02/1998 | Марсель                     | Франція            | 3 – 3     | Норвегія          | товариський матч     | -    |          |
| 22/04/1998 | Копенгаген                  | Данія              | 0 – 2     | Норвегія          | товариський матч     | -    |          |
| 20/05/1998 | Осло                        | Норвегія           | 5 – 2     | Мексика           | товариський матч     | -    |          |
| 27/05/1998 | Молде                       | Норвегія           | 6 – 0     | Саудівська Аравія | товариський матч     | -    |          |
| 10/06/1998 | Монпельє                    | Норвегія           | 2 – 2     | Марокко           | ЧС 1998 - 1-й етап   | -    |          |
| 16/06/1998 | Бордо                       | Норвегія           | 1 – 1     | Шотландія         | ЧС 1998 - 1-й етап   | -    |          |
| 23/06/1998 | Марсель                     | Норвегія           | 2 – 1     | Бразилія          | ЧС 1998 - 1-й етап   | -    |          |
| 27/06/1998 | Марсель                     | Норвегія           | 0 – 1     | Італія            | ЧС 1998 - 1/8 фіналу | -    |          |
| 19/08/1998 | Осло                        | Норвегія           | 0 – 0     | Румунія           | товариський матч     | -    |          |
| 06/09/1998 | Осло                        | Норвегія           | 1 – 3     | Латвія            | Відбір до ЧЄ 2000    | -    |          |
| 10/10/1998 | Любляна                     | Словенія           | 1 – 2     | Норвегія          | Відбір до ЧЄ 2000    | -    |          |
| 14/10/1998 | Осло                        | Норвегія           | 2 – 2     | Албанія           | Відбір до ЧЄ 2000    | -    |          |
| 03/06/2000 | Осло                        | Норвегія           | 1 – 0     | Італія            | товариський матч     | -    |          |
| 19/06/2000 | Льєж                        | Югославія          | 1 – 0     | Норвегія          | ЧЄ 2000 - 1-й етап   | -    |          |
| 21/06/2000 | Арнем                       | Словенія           | 0 – 0     | Норвегія          | ЧЄ 2000 - 1-й етап   | -    |          |
| 16/08/2000 | Гельсінкі                   | Фінляндія          | 3 – 1     | Норвегія          | товариський матч     | -    |          |
| 07/10/2000 | Кардіфф                     | Уельс              | 1 – 1     | Норвегія          | Відбір до ЧС 2002    | -    |          |
| Усього     |                             | Матчів             | 75        |                   | Голів                | 1    |          |

## Титули і досягнення

### Командні
- Чемпіон Норвегії (1):

«Русенборг»: 1992
- Володар Кубка Норвегії (1):

«Русенборг»: 1992
- Володар Кубка Футбольної ліги (2):

«Ліверпуль»: 1994–1995
«Блекберн Роверз»: 2001–2002

### Особисті
- Команда року за версією ПФА: 1997